# بيل ريتشاردسون (لاعب كرة قدم بريطاني)
بيل ريتشاردسون (بالإنجليزية: Bill Richardson)‏ هو لاعب كرة قدم بريطاني (وحمل سابقاً جنسية المملكة المتحدة لبريطانيا العظمى وأيرلندا) في مركز قلب الدفاع، ولد في 14 فبراير 1908 في المملكة المتحدة، وتوفي في 1 أغسطس 1985 في ويست بروميتش في المملكة المتحدة. لعب مع سويندون تاون ووست بروميتش ألبيون وDudley Town F.C. ‏.